# HD 181433 b
HD 181433 b (بالإنجليزية: HD 181433 b)‏ الذي يرمز له بالرمز HD 181433b، هو كوكب خارج المجموعة الشمسية، وأرض هائلة، في كوكبة الطاووس، يتبع HD 181433 ‏.

## الاكتشاف
اكتشف في 16 يونيو 2008.